# 马蒂纽·恩达法·卡比
马蒂纽·恩达法·卡比（葡萄牙語：Martinho Ndafa Kabi，1957年9月17日—），几内亚比绍政治家，几内亚和佛得角非洲独立党成员，2007年4月至2008年8月任几内亚比绍总理。
| 前任： 阿里斯蒂德斯·戈梅斯 | 几内亚比绍总理 2007年至2008年 | 繼任： 卡洛斯·科雷亚 |